# Carlo Rancati
Carlo Rancati (ur. 28 kwietnia 1940 w Mediolanie, zm. 22 listopada 2012 tamże) – włoski kolarz torowy, wicemistrz olimpijski oraz wicemistrz świata.

## Kariera
Największe sukcesy w karierze Carlo Rancati osiągnął w 1964 roku, kiedy zdobył dwa srebrne medale na międzynarodowych imprezach. Najpierw wspólnie z Attilio Benfatto, Cencio Mantovanim i Franco Testą zajął drugie miejsce podczas mistrzostw świata w Paryżu, a parę miesięcy później wraz z Mantovanim, Testą oraz Luigim Roncaglią powtórzył ten wynik na igrzyskach olimpijskich w Tokio.